# NGC 7562
NGC 7562 (другие обозначения — PGC 70874, UGC 12464, MCG 1-59-24, ZWG 406.39) — эллиптическая галактика (E2) в созвездии Рыбы.
Этот объект входит в число перечисленных в оригинальной редакции «Нового общего каталога».